# Пустинна джобна мишка
Пустинната джобна мишка (Chaetodipus penicillatus) е вид бозайник от семейство Торбести скокливци (Heteromyidae).

## Разпространение
Видът е разпространен в Мексико (Долна Калифорния и Сонора) и САЩ (Аризона, Калифорния, Невада, Ню Мексико и Юта).